# Hi-end
Hi-end, od ang. high-end – pojęcie to oznacza ogólnie towary luksusowe, wyróżniające się (wyglądem, parametrami, sposobem wykonania, zastosowanymi materiałami) spośród innych produktów oferowanych do sprzedaży rynkowej. Stosowane najczęściej w odniesieniu do sprzętu elektroakustycznego, ale również np. telefonów komórkowych, kart graficznych. Hi-end jest przeciwieństwem oferty low-end. 
Segment rynku urządzeń elektroakustycznych hi-end nie został zdefiniowany lub unormowany, w odróżnieniu od segmentu Hi-fi, Przykładowo, czasopisma zajmujące się tematyką hi-endu klasyfikują, opisują, porównują testowane urządzenia w dowolny sposób, w tym na podstawie indywidualnych wrażeń odsłuchowych.

## Krytyka
Badania naukowe, za pomocą tzw. "ślepych testów", wykazały brak różnic między urządzeniami w zakresie właściwości elektroakustycznych, a deklaracje audiofilskie w tym zakresie określiły mianem iluzorycznych i bezzasadnych, więc wygórowane ceny sprzętu hi-end mogą budzić wątpliwości. Natomiast możliwość rozpoznania "na słuch" kabli połączeniowych fundacja naukowa Jamesa Randiego zakwalifikowała do zjawisk paranormalnych. Niekiedy krytyka hi-endu wychodziła od samych producentów; wątpliwości budził np. drogi odtwarzacz YBA Initial CD, oparty na rozwiązaniach pochodzących z dużo tańszego Harman Kardon HD 750.